# Вуйович, Ратко
Ратко Вуйович (серб. Ратко Вујовић; 16 декабря 1916, Никшич — 29 октября 1977, Белград) — югославский военачальник, генерал-полковник Югославской народной армии, участник гражданской войны в Испании и Народно-освободительной войны Югославии. Народный герой Югославии.

## Биография
Родился 16 декабря 1916 в Никшиче. Черногорец по национальности. Учился в Никшиче и Цетине, окончил школу в 1936 году и уехал в Прагу изучать агрономию. В том же году после начала Гражданской войны в Испании влился в число югославских добровольцев и отправился на помощь республиканцам. После краткосрочных военных курсов был зачислен сначала в батальон имени Георгия Димитрова, воевал под Харамом (около Мадрида). Позднее нёс службу в 129-й интернациональной бригаде, ядро которой составляли югославы, и числился заместителем командира взвода при командире Франце Розмане.
В 1938 году Вуйович был принят в Компартию Югославии. После завершения войны его интернировали во Францию, где он был заключён в концлагерь Аржелес близ Перпиньяна. В мае 1941 года с группой югославских заключённых бежал из лагеря, устроился на добровольную работу в Германию на рудники Лейпцига, откуда в августе сбежал при помощи партийных деятелей. В сентябре прибыл на оккупированную родину и занял Дрвар, который тогда был ещё под контролем партизан, а также принял под своё командование 1-ю партизанскую роту. В ноябре 1941 года на Козаре нёс службу во 2-м Краинском (Козарском) партизанском отряде в должности политрука.
В июле 1942 года Вуйович был руководителем сил партизанской обороны Козары вместе с Иосипом Мажаром и Милошем Шилеговичем. 22 сентября 1942 занял должность заместителя командира при 5-й краинской козарской ударной бригаде, позднее возглавил разведцентр Оперативного штаба Боснийской Краины. С сентября 1943 года воевал в Восточной Боснии как офицер разведки, участвовал в Первой Тузланской операции. Позднее командовал 15-й Маевицкой ударной бригадой и был начальником штаба 17-й восточнобоснийской дивизии. В январе 1945 года назначен на должность начальника Оперативного штаба Косово и Метохии.
После войны Вуйович окончил Высшую военную академию и продолжил служить в Югославской народной армии. Работал во 2-м отделе Генерального штаба Югославской Армии, занимал должность помощника командира по обеспечению армии, начальника управления в Министерстве народной обороны и так далее. В 1950 году стал первым президентом футбольного клуба «Партизан».
29 октября 1977 скончался в Белграде. Похоронен там же на Аллее почётных граждан (Новое кладбище). Кавалер множества орденов и медалей (в том числе 27 ноября 1953 награждён Орденом и званием Народного героя Югославии).